# Caspar Hedio
Caspar Hedio ou Kaspar Hedio (Ettlingen, 1494 — Estrasburgo, 17 de outubro de 1552) foi um teólogo protestante, pregador, reformador e historiador alemão. Junto com Wolfgang Capito, Matthäus Zell e Martinus Bucerus, foi um dos grandes expoentes da reforma em Estrasburgo. Também é referido por Kaspar Heyd, Kaspar Bock, Kaspar Böckel.

## Biografia
Nasceu de uma família próspera e frequentou a escola em Pforzheim. Em 1513, iniciou seus estudos em Friburgo em Brisgóvia e mais tarde estudou em Basileia (1518), onde recebeu seu diploma de teologia, em 1519, defendendo tese sobre os atributos de Deus e a predestinação, e tendo como Wolfgang Capito como professor. Naquela época, iniciou seu relacionamento com Ulrich Zwingli e se correspondeu (23 de Junho de 1520) com Martinho Lutero. Doutorou-se em Mogúncia e obteve um posto de pregador na Catedral de Estrasburgo em 1523. Suas convicções protestantes se tornaram mais sólidas quando ele casou com Margarete Trenz, filha de um patrício.

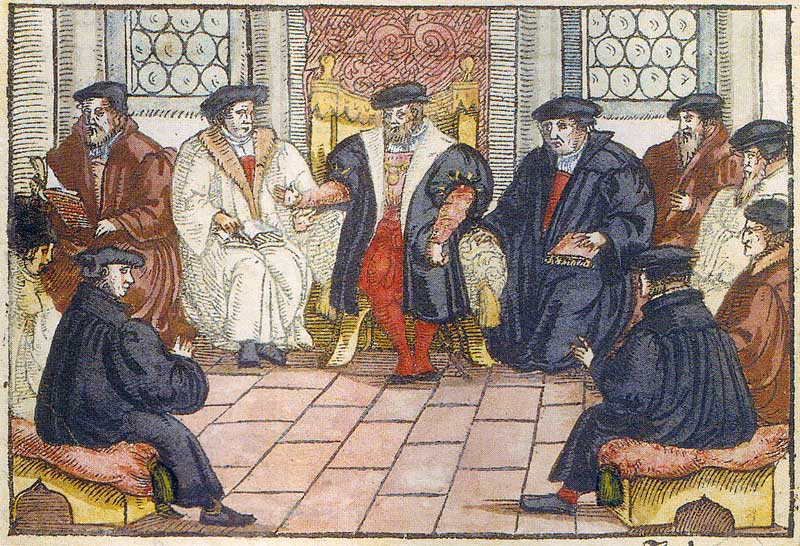
Colóquio de Marburgo (1529)

Em Estrasburgo, participou do Colóquio de Marburgo (1529). Sua influência se estendeu até a Alsácia, a Marca de Baden, e o Palatinato. Enviou muitas opiniões e conselhos ao conde Oto Henrique, Eleitor Palatino (1502-1559). Recomendou, por exemplo, a instituição de uma biblioteca que ficasse aberta também ao público. Quando Philipp Melanchthon visitou a França, Hedio foi escolhido para acompanhá-lo. Em 1541, transferiu-se para Regensburgo para se juntar a Bucerus e a outros no desenvolvimento da doutrina protestante. Como representante de Estrasburgo, participou de debates na Dieta de Worms (1545) e de Ratisbona (1541).
Hedio era muito interessado em história, por isso, traduziu muitos tratados dos Pais da Igreja, publicou uma crônica sobre a primeira igreja cristã, baseadas nas obras de Eusébio de Cesareia e Sozomeno e compilou uma história do mundo.

## Obras
- Chronicon Abbatis Urspergensis correctum et paralipomena et addita usque ad a. (1230–1537), 1539, narra a história do mundo desde o rei Nino até o ano de 1229.
- Historia ecclesiastica, escrita por Eusébio de Cesareia
- Vida dos Papas, de Bartolomeo Platina (1421-1481)[3]
- Chronica der Altenn Christlichen Kirchen, 1530
- Von dem Zehenden zwu traeffliche Predig, Augsburgo, 1525)
- Cuspiniani Caesares, uma história dos imperadores de Roma segundo João Cuspiniano (1473-1529)[4]
- Chronicon germanicum, em três volumes
- Ablehnung uf Cunrats Tregers Büchlin, outubro 1524
- Traktat vom Zehnten, "Tratado sobre os dízimos"
- De subventione pauperum, do reformador Juán Luis Vives (1492-1540)